# 대로 (고구려)
대로(對盧)는 고구려의 관직으로 왕 직속하의 제1위 벼슬이다.

## 개요
패자(沛者)와 더불어 왕을 보좌하여 국정(國政)을 총리(總理)하는 수상 격(首相格)이었다. 대로는 왕이 직접 임명하는 것이 아니라 여러 부족 중 우세한 부족에서 선출되었다. 다른 부족의 대변자 역할을 하면서 왕권을 견제하는 기능을 가졌다.